# バーブ・ワイヤー/ブロンド美女戦記
『バーブ・ワイヤー/ブロンド美女戦記』（ - びじょせんき、原題: Barb Wire）は、1996年のアメリカ映画。原作はダークホースコミックスのアメコミ『バーブ・ワイヤー』。

## ストーリー
舞台は2017年、第二次南北戦争下のアメリカ。多くの都市で戒厳令が発令され、アメリカの自国通貨であるアメリカドルよりもカナダドルの方が価値と信用度が高くなるまでに荒廃する中、戒厳令が発令されていない最後の自由都市「スティールハーバー」でクラブを経営するバーブ・ワイヤー（パメラ・アンダーソン）は、賞金稼ぎという裏の顔を持っていた。ある日、政府に追われる元恋人アクセル（テムエラ・モリソン）がバーブへ助けを求めてくる。

## キャスト
| 役名                       | 俳優                         | 日本語吹き替え | 日本語吹き替え | 日本語吹き替え |
| 役名                       | 俳優                         | ソフト版       | テレビ朝日版   |                |
| -------------------------- | ---------------------------- | -------------- | -------------- | -------------- |
| バーブ・ワイヤー           | パメラ・アンダーソン         | 喜田あゆ美     | 弘中くみ子     |                |
| アクセル（バーブの元恋人） | テムエラ・モリソン           | 小杉十郎太     | 大塚芳忠       |                |
| カーリー                   | ウド・キア                   | 立木文彦       | 野島昭生       |                |
| コーラD（女性科学者）      | ヴィクトリア・ローウェル     | 佐藤しのぶ     | 深見梨加       |                |
| シュミッツ                 | クリント・ハワード           | 辻親八         |                |                |
| プライザー大佐（悪徳軍人） | スティーヴ・レイルズバック   | 安井邦彦       |                |                |
| チャーリー（バーブの弟）   | ジャック・ノーズワージー     | 真殿光昭       |                |                |
| アレクサンダー・ウィリス   | ザンダー・バークレー         | 堀之紀         |                |                |
| ビッグ・ファッツォ         | アンドレ・ロージー・ブラウン | 島香裕         |                |                |

- テレビ朝日版 - 初放送1998年5月17日 『日曜洋画劇場』

## スタッフ
- 監督：デイヴィッド・ホーガン
- 製作総指揮：ピーター・ヘラー
- 製作：マイク・リチャードソン、トッドモイヤー、バード・ウィマン
- 原作：イレーヌ・チェイケン
- 脚本：イレーヌ・チェイケン、チャック・ファーラー
- 撮影：リック・ボタ
- 衣装：ロザンナ・ノートン
- 音楽：ミシェル・コロンビエ
- 音楽監修：バーキリー・ケイ・グリッグス
- 美術：ジャン・フィリップ・カープ
- 編集：ピーター・シンク
- 字幕：栗原とみ子

## 賞歴
- 第17回ゴールデンラズベリー賞
  - ノミネート：最低作品賞、最低女優賞、最低スクリーンカップル賞、最低脚本賞、最低主題歌賞
  - 受賞：最低新人賞

## 参照
- ガールズ・ウィズ・ガンズ